# Prosartes hookeri
Prosartes hookeri là một loài thực vật có hoa trong họ Liliaceae. Loài này được Torr. miêu tả khoa học đầu tiên năm 1857.